# Tiffany Poon
Tiffany Poon (née le 29 décembre 1996 à Hong Kong) est une pianiste classique et vlogueuse américaine née à Hong Kong, résidant à New York.

## Carrière
Née à Hong Kong, Poon commence à prendre des cours de piano à l'âge de quatre ans. À neuf ans, elle s'installe à New York pour étudier à la Juilliard School (Pre-College Division) pendant huit ans avec une bourse complète, sous la direction de Yoheved Kaplinsky. Elle étudie à la Calhoun School, où elle a obtenu son diplôme en 2014. Elle poursuit ses études au programme d'échange Université Columbia/Juilliard School avec Emanuel Ax et Joseph Kalichstein. En mai 2018, elle est diplômée de l'Université Columbia en tant que boursière John Jay avec un baccalauréat ès arts en philosophie.
Poon fait ses débuts en concert à l'âge de 10 ans et se produit avec des orchestres et en récital aux États-Unis, au Canada, en Europe, en Australie et en Chine. Elle se produit notamment au Carnegie Hall, Steinway Hall à New York et à la Sala Mozart à Bologne. Elle se produit en tant que soliste avec l'Orchestre Symphonique de Plainfield, l'Orchestre Symphonique de Fort Smith, l'Orchestre de Chambre ProMusica et l'Orchestre de Chambre de Moscou du Centre Pavel Slobodkin.
Poon est active sur les réseaux sociaux depuis 2017; elle commence ses blogs vidéo lorsque la pandémie de COVID-19 met fin aux performances en direct. En mai 2021, sa chaîne YouTube comptait 290 000 abonnés : « Bien sûr, cela a pris des années. J'ai commencé à créer des vlogs uniquement parce que je pensais que la musique classique manquait d'éléments humains. Les compositeurs sont morts et les musiciens actuels ne se présentent pas vraiment comme des humains. »
En 2020, Poon fonde Together with Classical, un organisme de bienfaisance à but non lucratif destiné à unir les personnes et les communautés en promouvant la musique classique, et à soutenir et financer des programmes et des opportunités d'éducation en musique classique.

## Prix
- 2012 : Premier prix et prix de la meilleure interprétation de concerto, 8e Concours international Frédéric Chopin de Moscou pour jeunes pianistes[7]
- 2013 : Concours international de piano pour les jeunes du Kaufman Music Center
- 2014 : Lauréat national YoungArts aux États-Unis[8]
- 2014 : Premier prix, Concours de concerto pré-universitaire Juilliard
- 2014 : Deuxième prix, 10e Concours international de l'Anneau d'or Chopin, Slovénie
- 2015 : Participant au XVIIe Concours International de Piano Chopin à Varsovie, Pologne
- 2016 : Premier prix, Concours international de musique de Manhattan[9]
- 2016 : Troisième Prix, 17e Concours International Robert Schumann, Allemagne
- 2016 : Troisième Prix, Concours International de Concertos « Débuts à la Philharmonie de Berlin »
- 2017 : 2e prix, Concours international de la Fondation Walter W. Naumburg
- 2019 : Deuxième place, KlavierOlymp du festival Kissinger Sommer, Allemagne
- 2019 : Young Artist Award, Hessen Agency au Rheingau Music Festival[7],[10]

## Discographie
- Natural Beauty - J.S. Bach, Haydn, Chopin, Liszt, Debussy, Kawai Edition, 2014[11]
- The Dvorak Album - with Jan Vogler, Kevin Zhu, Chad Hoopes, Matthew Lipman and Juho Pohjonen, Sony Classical, 2022[12]
- Diaries | Schumann - Robert Schumann, Pentatone, à paraître en février 2024 [13]